# پرچم ناتو
پرچم ناتو در ۱۴ اکتبر ۱۹۵۳ پذیرفته شد.این پرچم دارای زمینه سرمه ای با نماد ستاره چهار پهلو در وسط است.